# George Alfred Carlson

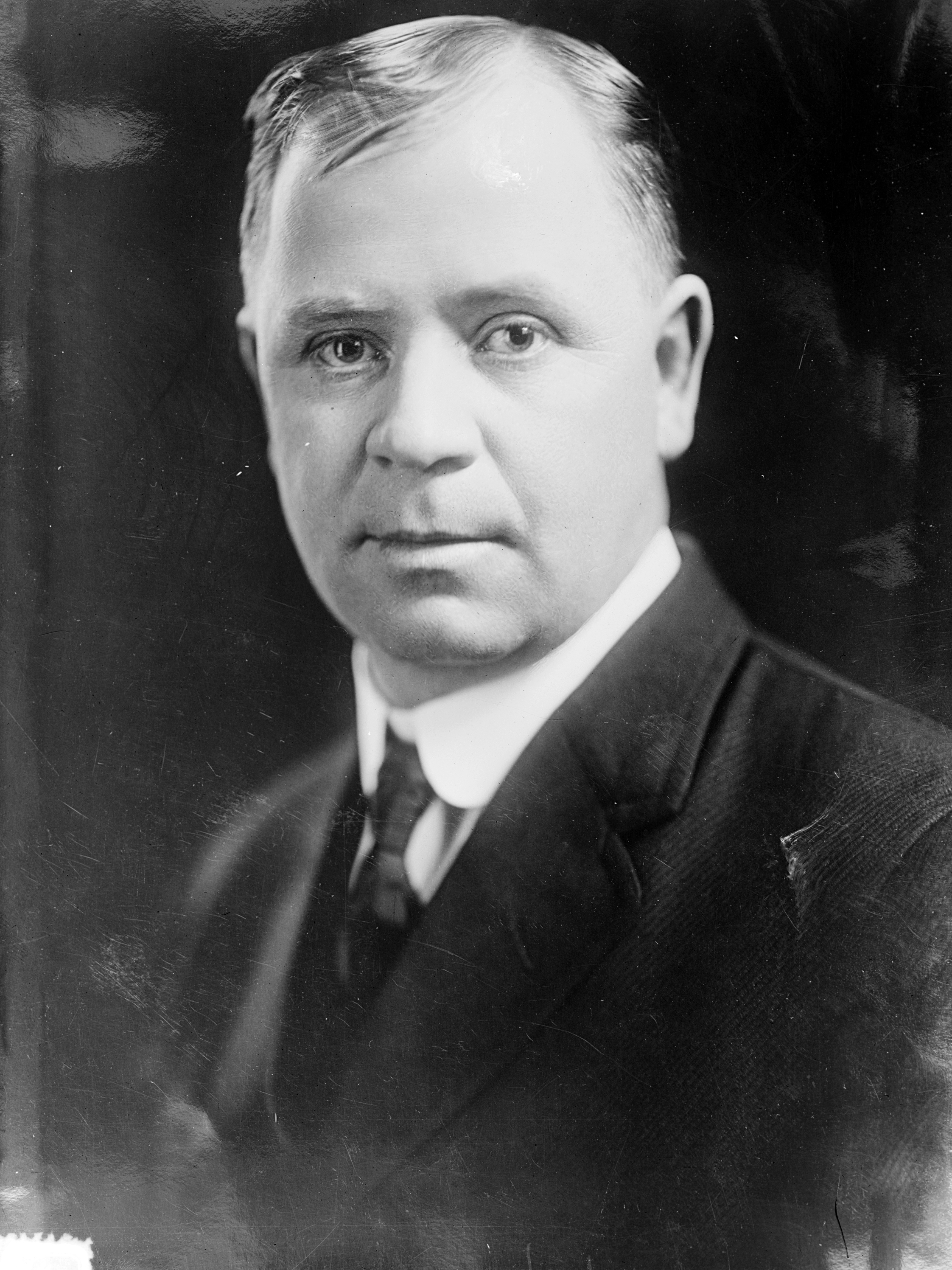
George Alfred Carlson

George Alfred Carlson (* 23. Oktober 1875 in Alta, Buena Vista County, Iowa; † 6. Dezember 1926 in Denver, Colorado) war ein US-amerikanischer Politiker und von 1915 bis 1917 der 19. Gouverneur des Bundesstaates Colorado.

## Frühe Jahre und politischer Aufstieg
Carlson besuchte bis 1902 die Colorado State University. Nach einem anschließenden Jurastudium an der University of Colorado wurde er im Jahr 1904 als Rechtsanwalt zugelassen. Zwischen 1904 und 1908 war er in seinem neuen Beruf in Fort Collins tätig. Zwischen 1908 und 1914 war er Bezirksstaatsanwalt im achten Gerichtsbezirk. Am 3. November 1914 wurde er als Kandidat der Republikanischen Partei zum neuen Gouverneur seines Staates gewählt. Dabei profitierte er von einer Spaltung innerhalb der Demokratischen Partei, die viele Stimmen an die Progressive Party verlor.

## Gouverneur von Colorado
Carlson trat sein neues Amt am 12. Januar 1915 an. In seiner zweijährigen Amtszeit leitete er einige Reformen im Arbeitsrecht ein, die aufgrund der vielen Streiks und Unruhen der letzten Jahre vor allem im Bergbau nötig wurden. Zu diesen Gesetzen gehörte auch ein Entschädigungsgesetz für Arbeitsunfälle (Workers’s Compensation Law). In dieser Zeit wurde in Colorado auch eine Industriekommission gegründet. Damals wurde ein striktes Prohibitionsgesetz erlassen, das Colorado zu einem sogenannten „trockenen“ Staat machte, in dem der Handel und der Konsum von alkoholischen Getränken verboten war. Im Jahr 1916 bewarb sich Carlson erfolglos um seine Wiederwahl. Aus diesem Grund musste er am 9. Januar 1917 aus seinem Amt ausscheiden.
Nach dem Ende seiner Gouverneurszeit zog sich Carlson aus der Politik zurück. Er wurde in Denver wieder als Anwalt tätig. Dort ist er im Dezember 1926 auch verstorben. George Carlson war zweimal verheiratet und hatte insgesamt fünf Kinder.